# الجمباز في الألعاب الأولمبية الصيفية 2016
عقدت منافسات الجمباز في دورة الألعاب الأولمبية الصيفية 2016 في ريو دي جانيرو في ثلاث فئات هي: الجمباز الفني والجمباز الإيقاعي وجمباز النط. كل منافسات الجمباز أجريت في ساحة أولمبيكا دو ريو (المعروفة أيضا باسم إتش إس بي سي ارينا) في 6-21 أغسطس.